# Teresa von Ávila

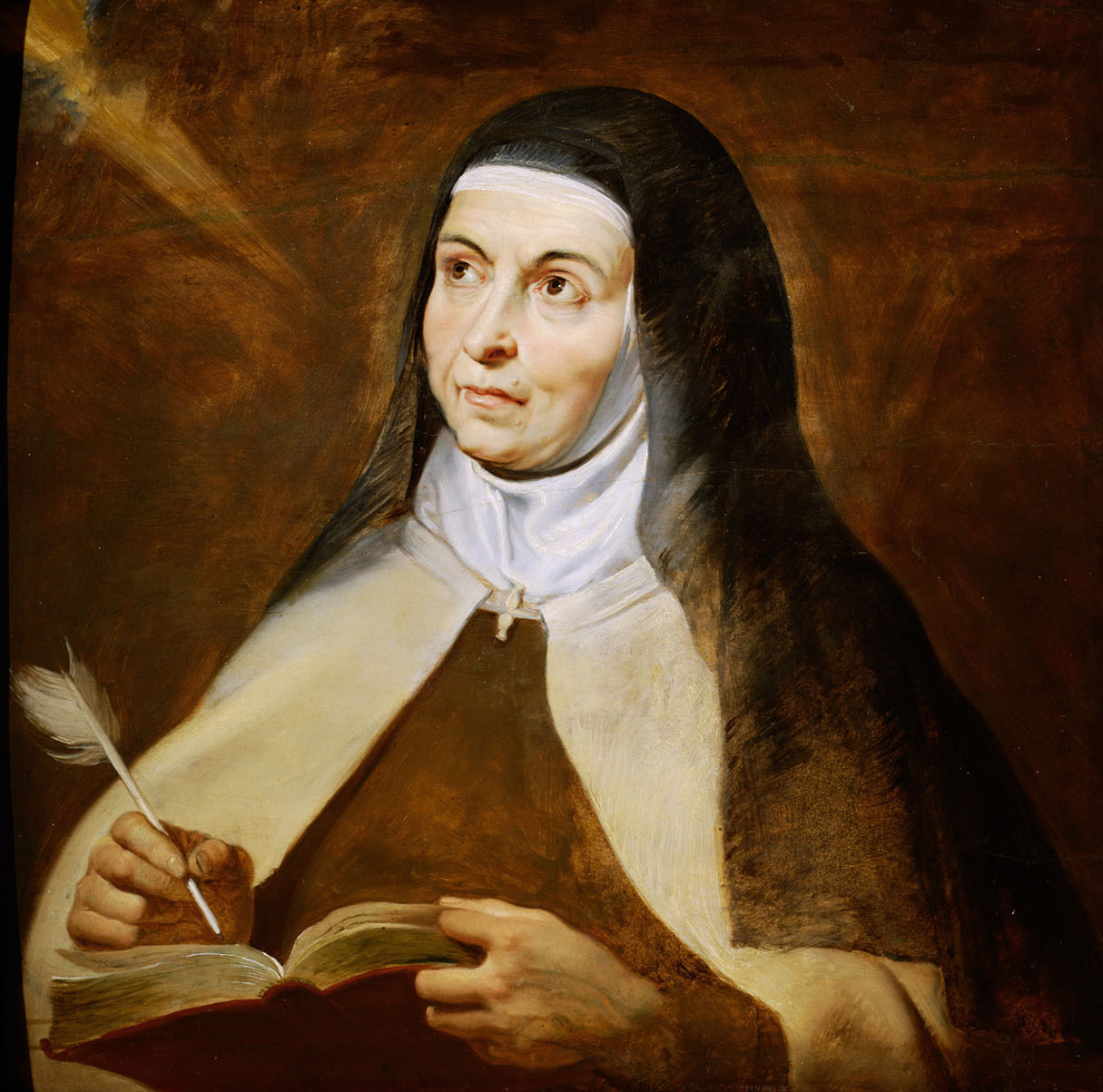
Teresa von Ávila (Peter Paul Rubens)

Teresa von Ávila (spanisch Teresa de Ávila, geborene Teresa Sánchez de Cepeda y Ahumada; * 28. März 1515 in Ávila, Kastilien, Spanien; † 4. Oktober 1582 in Alba de Tormes, bei Salamanca) war Karmelitin sowie Mystikerin. In der katholischen Kirche wird sie als Heilige und Kirchenlehrerin verehrt. Daneben wird auch in der anglikanischen und evangelischen Kirche mit Gedenktagen an sie erinnert.
Im Spanischen und Italienischen wird ihr Name ohne „h“ geschrieben: Teresa, im Deutschen auch als Theresia mit „h“; sie selbst nahm den Ordensnamen Teresa von Jesus (Teresa de Jesús) an. Oft wird sie die „große Teresa“ genannt, um sie von der heiligen Theresia vom Kinde Jesus (von Lisieux) zu unterscheiden, die man auch die „kleine Therese“ nennt.

## Leben

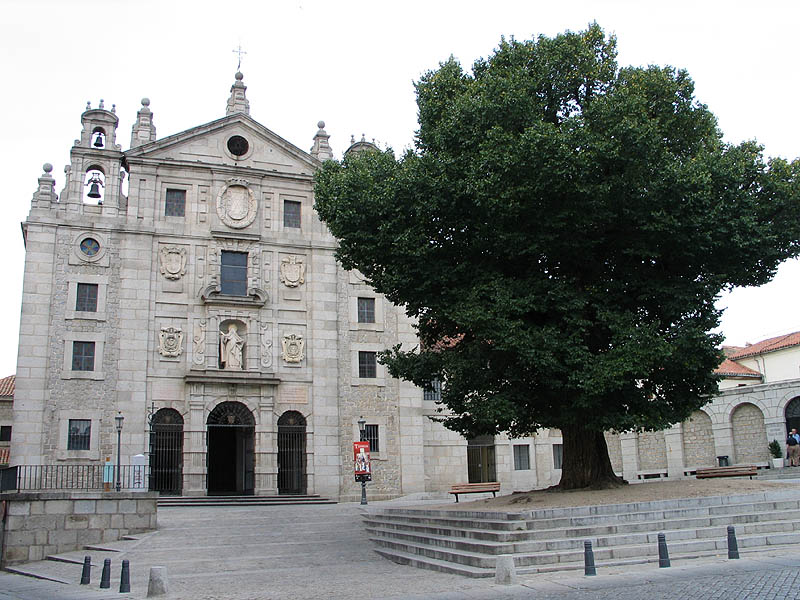
Convento de Santa Teresa in Ávila

Teresa de Ahumada wurde 1515 in Ávila geboren, so die Meinung der meisten Biographen; nur eine Minderheit nennt Gotarrendura (Provinz Ávila) als Geburtsort, ohne überzeugende Beweise anzuführen und gegen eine Jahrhunderte alte Tradition. Ihr Großvater väterlicherseits war ein sephardischer Jude aus Toledo und ein begüterter Kaufmann, der mit Inés de Cepeda verheiratet war. 1485, als Teresas Vater Alonso Sánchez de Cepeda (1471–1543) vierzehn Jahre alt war, trat der Großvater, Juan Sánchez de Toledo Cepeda (1440–1507), mit seiner Familie zum Christentum über, erwarb einen Adelsbrief und zog nach Ávila, um dort ein neues Leben zu beginnen. Mit dem Fortschreiten der Reconquista (siehe auch Zeittafel Reconquista) lag auf den sephardischen Juden ein zunehmender Druck zur Abkehr von ihrer religiösen Praxis, der dann im Jahre 1492 mit dem Alhambra-Edikt zu einer Vertreibung oder zu einer Zwangstaufe, conversos, führte.
Aus einer ersten Ehe von Alonso Sánchez de Cepeda stammten zwei Kinder, aus der zweiten, die er 1508 mit Doña Beatriz de Ahumada (1495–1528) schloss, zehn, von denen Teresa das dritte war. Sie schrieb: „Wir waren drei Schwestern und neun Brüder“.
Nach dem Tod ihrer Mutter (1528) vertiefte sich Teresa nach ihren eigenen Angaben in die Lektüre der damals üblichen Ritterromane, die schon ihre Mutter eifrig gelesen habe, pflegte erste Freundschaften und geriet in eine religiöse Krise. Als 1531 ihre Halbschwester heiratete, brachte der Vater die Sechzehnjährige zur weiteren Erziehung in das Kloster der Augustinerinnen Santa María de la Gracia in Ávila, das sie aus gesundheitlichen Gründen nach 18 Monaten wieder verlassen musste. Auf dem Weg zur Genesung bei ihrer Schwester fielen ihr bei ihrem Onkel väterlicherseits Pedro Sánchez de Cepeda einige Bücher in die Hand, darunter auch die Briefe des Kirchenvaters Hieronymus, die für ihre Berufswahl wichtig wurden. Bei der Entscheidung für das Kloster spielte zwar eine echte Christusbeziehung, zugleich aber auch die damalige ungünstige Situation der verheirateten Frau und Höllenangst eine Rolle.
Am 2. November 1535 trat Teresa gegen den Willen ihres Vaters in den Karmel von der Menschwerdung (Santa María de la Encarnación) in Ávila ein. Im Konvent lebten zu dieser Zeit knapp vierzig Schwestern, doch wuchs die Anzahl wegen des immensen Frauenüberschusses in Spanien in nur fünfzehn Jahren auf hundertneunzig, mit all den sich daraus ergebenden wirtschaftlichen, sozialen und spirituellen Folgen. Am 2. November 1536 wurde sie eingekleidet, und am 3. November 1537 legte sie ihre Ordensprofess ab.
Im Jahr darauf wurde Teresa ernsthaft krank. Eine retrospektive Diagnose ist nicht möglich, obwohl es viele Spekulationen gegeben hat; genannt wurden und werden unter anderem Epilepsie, Depression und Brucellose. Auf dem Weg zu einer „Heilerin“ in Becedas fiel ihr bei ihrem Onkel Pedro das Tercer Abecedario Espiritual („Drittes geistliches ABC“) des Franziskaners Francisco de Osuna in die Hände, durch das sie in dem von ihr schon lange geübten „inneren Beten“ bestärkt wurde. Im Juli 1539 kehrte sie todkrank in ihr Kloster zurück, wo sie im August in eine dreitägige todesähnliche Starre fiel; man hielt sie für tot, betete die Totengebete für sie und hob bereits das Grab aus. Drei Jahre war sie mehr oder weniger gelähmt. Ab 1542 ging es ihr gesundheitlich besser, doch geriet sie in eine religiöse Krise; sie gab das innere Beten auf, das für sie „Verweilen bei einem Freund“ war, weil sie sich zu schlecht dafür hielt, wurde aber von Pater Vicente Barrón OP, den sie beim Tod ihres Vaters (26. Dezember 1543) kennenlernte, von diesem Irrtum befreit.
Nach der teilweisen Wiederherstellung ihrer Gesundheit nahm sie wieder am regen Umgang mit den Besuchern des Klosters in den Sprechzimmern teil, meistens auf Anordnung ihrer Oberen, litt aber sehr darunter, weil sie sich zwischen oberflächlicheren Interessen und dem Wunsch, sich ganz auf Gott einzulassen, hin- und hergerissen fühlte. In der Not, dieses Dilemma aus eigener Kraft nicht lösen zu können, wurde ihr in der Fastenzeit 1554 vor einer kleinen Statue des Schmerzensmannes eine tiefe Erfahrung seiner Liebe zuteil, die eine völlige innere Umkehr und Befreiung bewirkte (ihre sogenannte „Zweite Bekehrung“). Teresa sprach in diesem Zusammenhang von einem „neuen Leben“. In den folgenden Jahren erlebte sie erste tiefe Gebetserfahrungen und Visionen, die sie, verunsichert durch unfähige Beichtväter, in Angst und Schrecken versetzten, doch erhielt sie von kundigen Dominikanern und Jesuiten, unter anderen Francisco de Borja, Aufklärung und Hilfe. In diese Zeit fielen die ersten Aufzeichnungen für ihre Autobiographie.

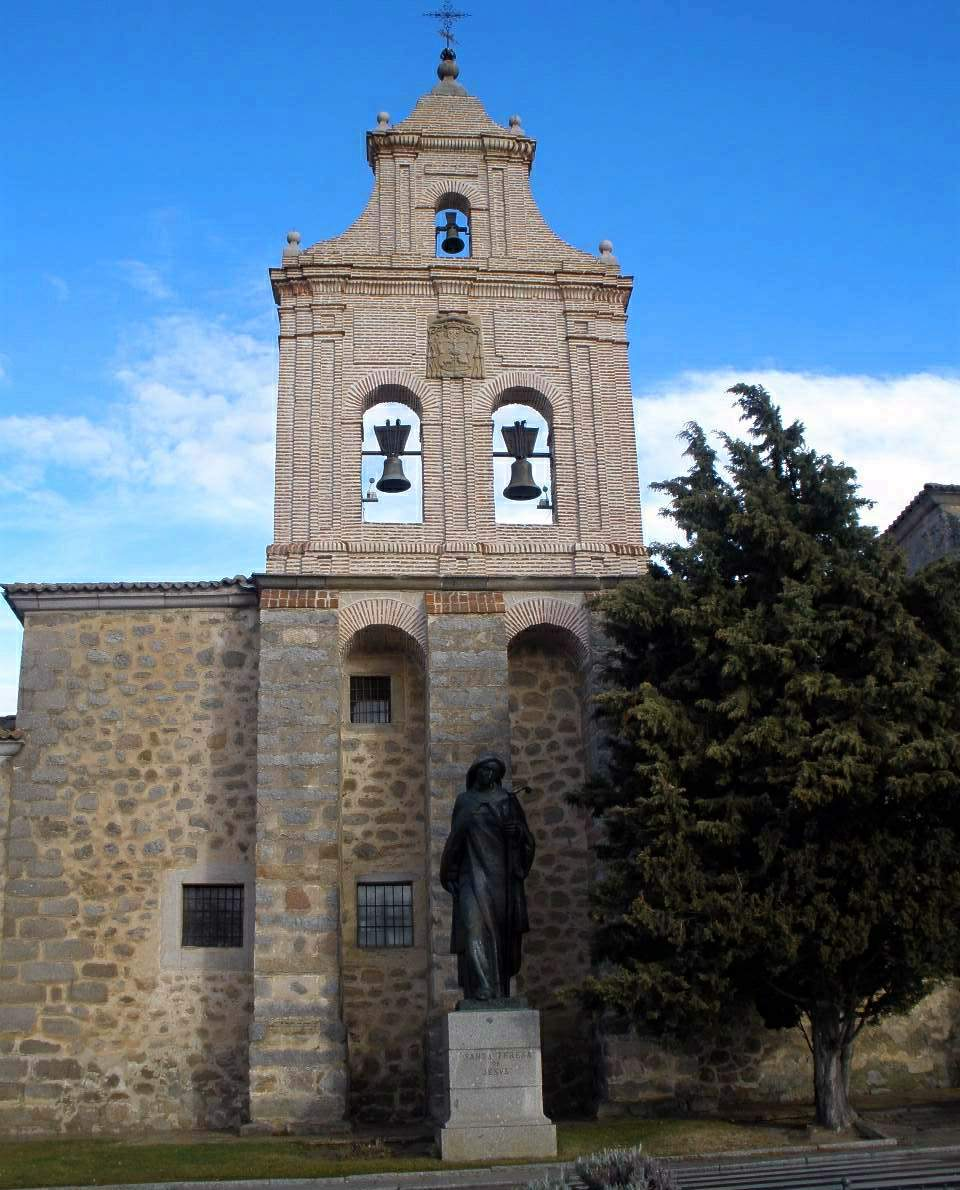
Convento de la Encarnación in Ávila

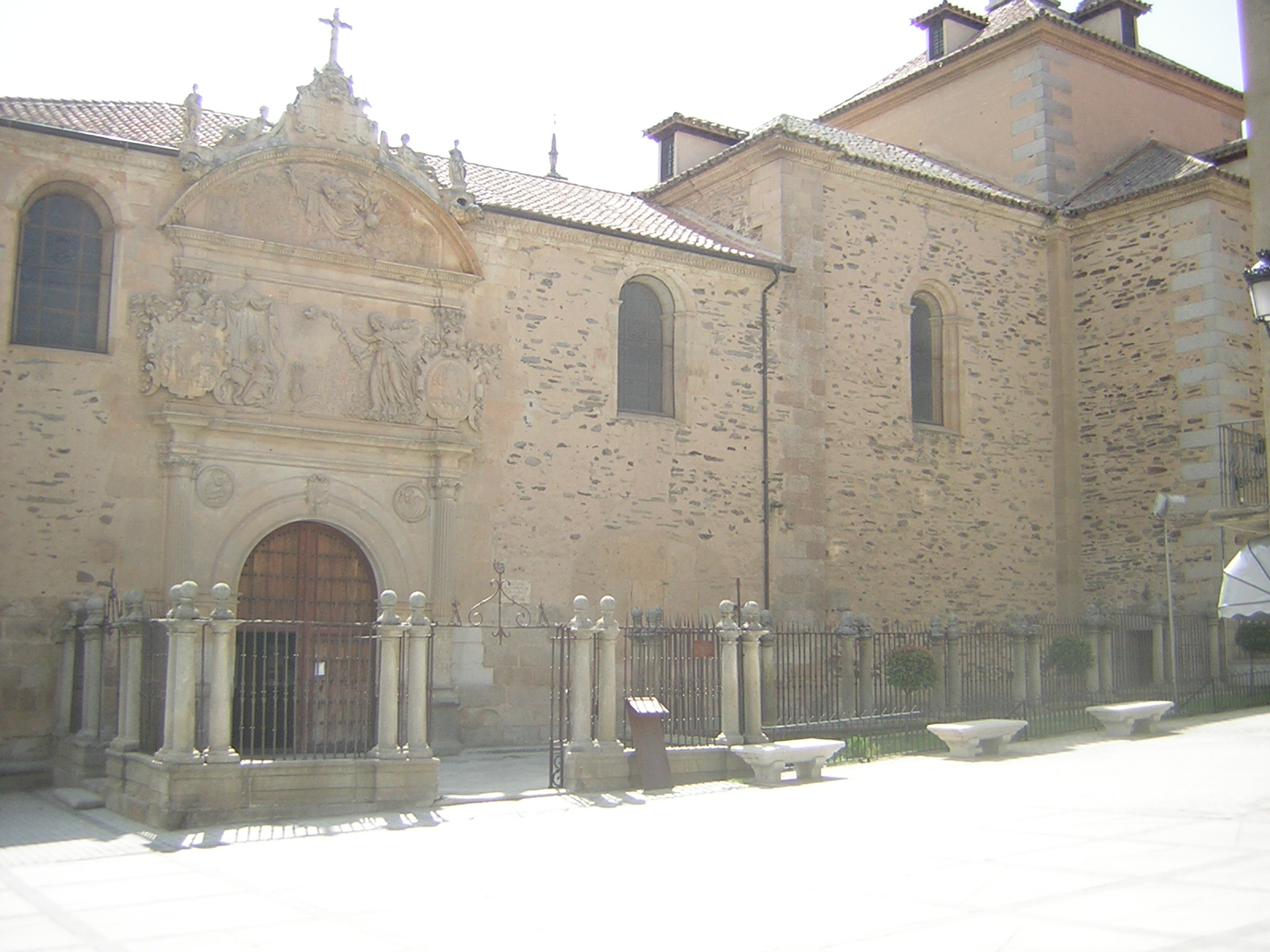
Karmel in Alba de Tormes, wo sich Teresas Grab befindet.

Eine weitere Vertiefung ihrer spirituellen Erfahrung war die sogenannte „Höllenvision“ (1560), die sie nach den damaligen Vorstellungen beschrieb und mit dem Wunsch nach einem konsequent apostolischen Leben verband. In diesem Zustand erlebte sie zusammen mit einigen Freundinnen und Verwandten im September 1560 die sogenannte „Gründungssitzung“ in ihrer Klosterzelle, bei der der Wunsch ausgesprochen wurde, eine Gemeinschaft nach Art der sogenannten Descalzos („Unbeschuhten“) zu gründen, wie damals die Anhänger von Reformbewegungen innerhalb ihrer jeweiligen Orden genannt wurden.
Mit Hilfe des Bischofs von Ávila, Álvaro de Mendoza, erhielt Teresa von Papst Pius IV. die Erlaubnis, in Ávila ein Kloster zu gründen, in dem wieder die ursprüngliche Ordensregel des heiligen Albert von Jerusalem befolgt werden sollte. So konnte sie am 24. August 1562 ihre erste Gründung, den Konvent vom hl. Josef (Convento de San José) in Ávila, errichten. Dem Brauch entsprechend, wurden sie „Unbeschuhte Karmelitinnen“ genannt.  Die ersten Klöster der Unbeschuhten wurden mit der kleinen Anzahl von dreizehn Schwestern gegründet, die später auf nicht mehr als einundzwanzig Schwestern erhöht wurde.
Der ersten folgten noch sechzehn weitere Gründungen für Schwestern, und in Zusammenarbeit mit Johannes vom Kreuz wurde Teresa auch zur Gründerin des männlichen Zweigs des Teresianischen Karmels. Wegen der Verbindung ihrer erstaunlichen Tatkraft und ihrer tiefen Frömmigkeit nannte der niederländische Theologe Paul van Geest sie ein „Kraftwerk ihres Jahrhunderts.“ Im August/September 1568 führte sie in Valladolid Johannes vom Kreuz sorgfältig in ihre neuen Ziele ein, deren Kennzeichen ein geschwisterlicher Lebensstil, Einübung ins Ich-Sterben (Freiwerden vom Ego) und vor allem Pflege einer intensiven Freundschaft mit Gott waren; dem Ganzen sollte Demut – verstanden als ständiges Bemühen um Selbsterkenntnis – zugrunde liegen. Damit hob Teresa sich klar vom damals gängigen Reformideal der Descalzos in Kastilien ab, das auf Rigorismus setzte, dessen Kennzeichen aufsehenerregende Bußübungen (Selbstgeißelung, extremes Fasten und ein totales Abstinenzgebot) waren, womit man sich Gottes Gunst zu erwerben und zu erhalten hoffte.
Am 6. Oktober 1571 wurde Teresa vom Apostolischen Visitator Pedro Fernández OP gegen ihren und den Willen der Schwestern zur Priorin des Karmels von der Menschwerdung, in den sie ursprünglich eingetreten war, ernannt. Im Sommer des folgenden Jahres holte sie Johannes vom Kreuz als Spiritual und Beichtvater in diesen inzwischen auf etwa zweihundert Schwestern angewachsenen Konvent. Mit ihrer auf suavidad (Sanftmut) und nicht auf dem damals üblichen Rigorismus beruhenden geistlichen Führung gelang es ihnen, dort eine wirkliche Erneuerung durchzuführen. Im April des Jahres 1575 lernte Teresa den gebildeten Karmeliten Jerónimo Gracián (1545–1614), der aus Sevilla stammte, kennen. Zwischen beiden bildete sich eine tiefe Verbundenheit.
Im Zuge der sich zuspitzenden Auseinandersetzungen zwischen der päpstlichen Kurie in Rom (Konzil von Trient, abgeschlossen 1563) und dem Hof Philipps II., der im Sinne des Regalismus die Rolle der Kirche in Spanien zugunsten des Königshofes zurückzudrängen suchte, entstand zwischen Teresas Neugründung und dem Stammorden ein heftiger Streit, der erst durch die Errichtung einer unabhängigen Provinz durch Papst Gregor XIII. mit dem Breve Pia consideratione vom 22. Juni 1580 beigelegt wurde; die Folge war die Errichtung einer selbständigen Ordensprovinz des entstehenden Teresianischen Karmels am 7. März 1581.
Als sie von ihrer letzten Gründung in Burgos auf dem Heimweg in den Karmel vom hl. Josef in Avila war, wurde Teresa von Provinzvikar Antonio de Jesús (Heredia) nach Alba de Tormes abgeordnet, wo sie der jungen Herzogin von Alba bei der Niederkunft beistehen sollte. Sie kam dort am 20. September 1582 todkrank an und starb im dortigen Karmelitinnenkloster am 4. Oktober 1582 gegen neun Uhr abends. Aufgrund der Gregorianischen Kalenderreform folgte auf den 4. sofort der 15. Oktober, an dem Teresa beerdigt wurde.

## Geistliche Erfahrung
Teresas Lehre zentriert sich auf das innere Beten (oración), das sie bereits vor ihrem Eintritt ins Kloster geübt hatte. Seinen Ursprung dürfte es in ihrer natürlichen Veranlagung zu Freundschaft und Kommunikation haben: „Gott hat mir die Gnade gegeben, dass ich überall, wo ich hinkam, Sympathie hervorrief, und so war ich sehr beliebt“. Aus ihrer Zuneigung zum verlassenen und verratenen Menschen Jesus von Nazareth entwickelte sie ihr „Beten“ als Pflege der Freundschaft mit Gott bzw. Jesus, nachdem sie im Herbst 1538 durch das Buch „Tercer Abecedario espiritual“ (Drittes Spirituelles ABC) des Franziskaners Francisco de Osuna auf diesem „Weg“ bestärkt worden war. Es bestand darin, „mir Christus in meinem Inneren vorzustellen“; später bezeichnete sie ihr Beten als „Verweilen bei einem Freund“. Das bedeutet, dass der Mensch sich immer wieder von neuem Gott zuwenden soll, ohne dabei etwas zu verdrängen oder abzuwerten, im Bewusstsein, so vom menschgewordenen Gott geliebt zu sein, „der sich über die Schwächen der Menschen nicht entsetzt, sondern Verständnis hat für unsere armselige Lage“. Bei diesen Bemühungen „widerfuhr es mir, dass mich ganz unverhofft ein Gefühl der Gegenwart Gottes überkam, so dass ich in keiner Weise bezweifeln konnte, dass Er in meinem Innern weilte oder ich ganz in Ihm versenkt war“.
Dabei machte Teresa im Lauf der Zeit auch mystische Erfahrungen (innere Ansprachen, Visionen, Verzückungen bis zum als „intellektuelle Vision“ bezeichneten intuitiven Erahnen der Allerheiligsten Dreifaltigkeit). Doch relativiert Teresa diese Erfahrungen selbst. Sie sind nicht das Wesen der mystischen Erfahrung, denn im erhabensten Zustand, der sog. „mystischen Vermählung“, verschwinden sie. Der Kern bleibt jedoch die „Freundschaft mit dem Mensch gewordenen Gott“, die sich in der gelebten Nächstenliebe bewährt: „Ob wir Gott lieben, kann man nie wissen; die Liebe zum Nächsten erkennt man aber sehr wohl.“

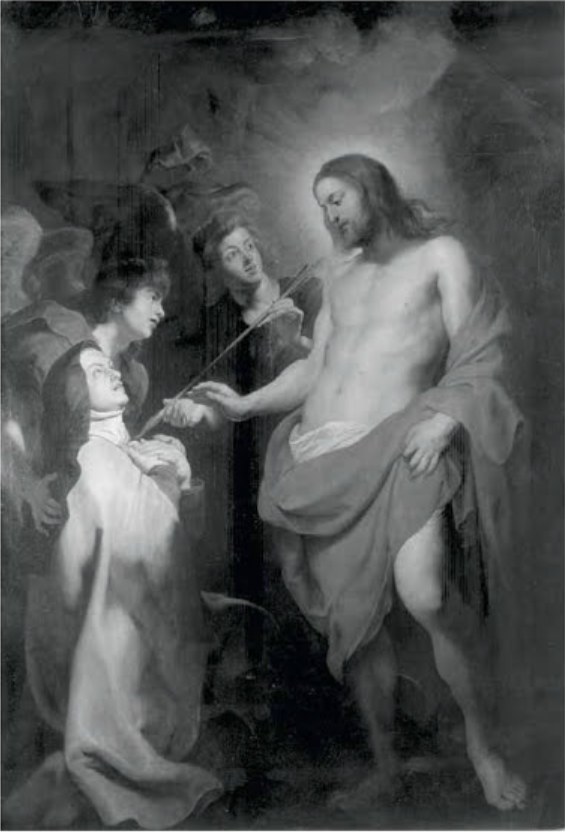
Rubens: Transverberation der Teresa, 1615

Ihre bekannteste Vision war die sogenannte Transverberation, die Durchbohrung ihres Herzens:

„Ich sah einen Engel neben mir, an meiner linken Seite, und zwar in leiblicher Gestalt, was ich sonst kaum einmal sehe. […] Er war nicht groß, eher klein, sehr schön, mit einem so leuchtenden Antlitz, daß er allem Anschein nach zu den ganz erhabenen Engeln gehörte, die so aussehen, als stünden sie ganz in Flammen. […] Ich sah in seinen Händen einen langen goldenen Pfeil, und an der Spitze dieses Eisens schien ein wenig Feuer zu züngeln. Mir war, als stieße er es mir einige Male ins Herz, und als würde es mir bis in die Eingeweide vordringen. Als er es herauszog, war mir, als würde er sie mit herausreißen und mich ganz und gar brennend vor starker Gottesliebe zurücklassen. Der Schmerz war so stark, daß er mich […] Klagen ausstoßen ließ, aber zugleich ist die Zärtlichkeit, die dieser ungemein große Schmerz bei mir auslöst, so überwältigend, daß noch nicht einmal der Wunsch hochkommt, er möge vergehen, noch daß sich die Seele mit weniger als Gott begnügt. Es ist dies kein leiblicher, sondern ein geistiger Schmerz, auch wenn der Leib durchaus Anteil daran hat, und sogar ziemlich viel.“

Im teresianischen Karmel wird der 26. August als Gedenktag der Transverberation gefeiert.
Am Ende ihres Hauptwerkes, den 1577 entstandenen Wohnungen der inneren Burg schreibt sie: „Letztlich, meine Schwestern, das, womit ich schließe, ist, dass wir keine Türme ohne Fundament bauen sollen, denn der Herr schaut nicht so sehr auf die Größe der Werke, als vielmehr auf die Liebe, mit der sie getan werden. Und wenn wir tun, was wir können, wird Seine Majestät dazutun, dass wir jeden Tag mehr und mehr vermögen, sofern wir nicht gleich müde werden, sondern für die kurze Dauer dieses Lebens – und vielleicht ist es kürzer als die einzelne denkt – innerlich und äußerlich dem Herrn das Opfer anbieten, das wir fertig bringen. Seine Majestät wird es mit dem verbinden, was er am Kreuz für uns dem Vater darbrachte, damit es den Wert erhält, den unser Wollen verdient hätte, seien die Werke auch klein.“

## Namensgeberin
Teresa von Ávila ist Namensgeberin für das Macizo Santa Teresita, besser bekannt als Dufek-Massiv. Mehrere Kirchen haben das Patrozinium St. Theresia von Ávila, siehe Theresienkirche.

## Verehrung
Teresa gilt als große Mystikerin. 1614 wurde sie seliggesprochen, 1617 zur Schutzpatronin von Spanien ernannt und 1622 heiliggesprochen. 1944 wurde sie von Papst Pius XII. zur Schutzpatronin der Schachspieler erklärt. Am 18. September 1965 ernannte Paul VI. Teresa zur Patronin der hispanischen Schriftsteller und am 27. September 1970 als erste Frau in der Geschichte der Kirche zur Kirchenlehrerin. Weitere Ehrungen sind ihre Ernennungen zur Mitpatronin Spaniens 1627 (neben Santiago, dem heiligen Jakobus), zum Ehrendoktor der Universität Salamanca am 4. März 1922 und aus Anlass ihres 500. Geburtstages zum Ehrendoktor ihrer Heimatuniversität, der Katholischen Universität Ávila am 5. August 2015.
Die hl. Teresa von Avila starb am letzten Tag der Gültigkeit des julianischen Kalenders in den damaligen katholischen Gebieten. Wegen der gregorianischen Kalenderreform fiel der Heiligengedenktag der hl. Teresa auf den 15. Oktober, der dem 4. Oktober unmittelbar folgte. 
- Katholisch: 15. Oktober (Gebotener Gedenktag im Allgemeinen Römischen Kalender)
- Anglikanisch: 15. Oktober[32]
- Evangelisch: 15. Oktober (Gedenktag im Evangelischen Namenkalender)

Eine dem Gedenktag entsprechende Bauernregel lautet: Zu Theres’ beginnt die Weinles’.
In der christlichen Ikonographie wird Teresa von Ávila im braunen Habit der unbeschuhten Karmelitinnen mit weißem Chormantel und schwarzem Schleier, mit den Attributen Buch und Feder, mit einem Herzen mit dem Christusmonogramm, mit Geißel, Dornen und Pfeil, mit der Taube des Heiligen Geistes dargestellt.
Eine der berühmtesten Darstellungen ist die Marmorstatue Gian Lorenzo Berninis in der römischen Kirche Santa Maria della Vittoria. Sie zeigt Teresa in der mystischen Verzückung bei der Transverberation.
Gaspar de Crayer malte die Vision, in der Maria und Josef Teresa ein weißes Gewand und „eine wunderschöne Goldkette […] mit einem sehr wertvollen Kreuz daran“ schenkten.

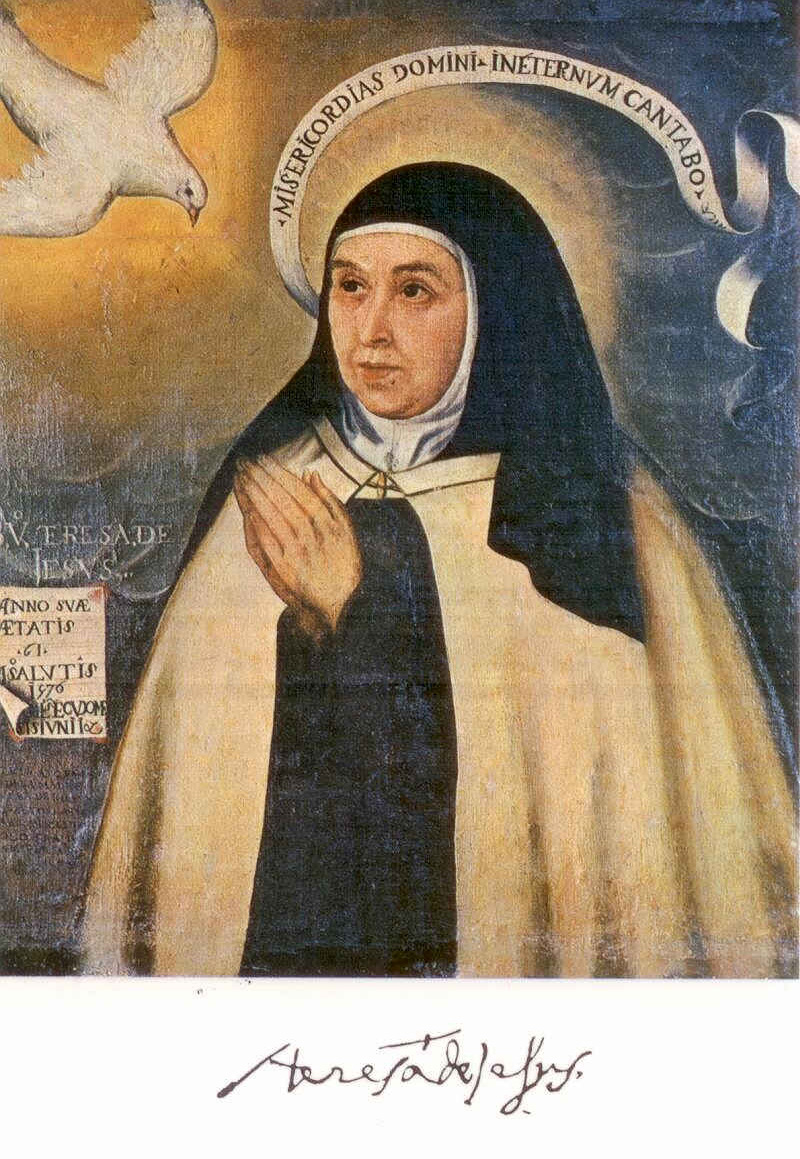
Gemälde von Br. Juan de la Miseria im Karmelitinnenkloster Sevilla
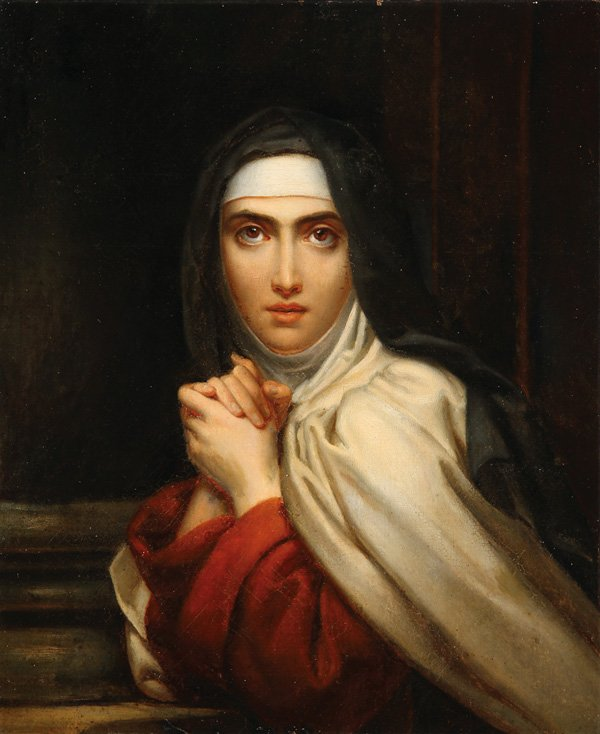
Teresa of Ávila, Gemälde von François Gérard
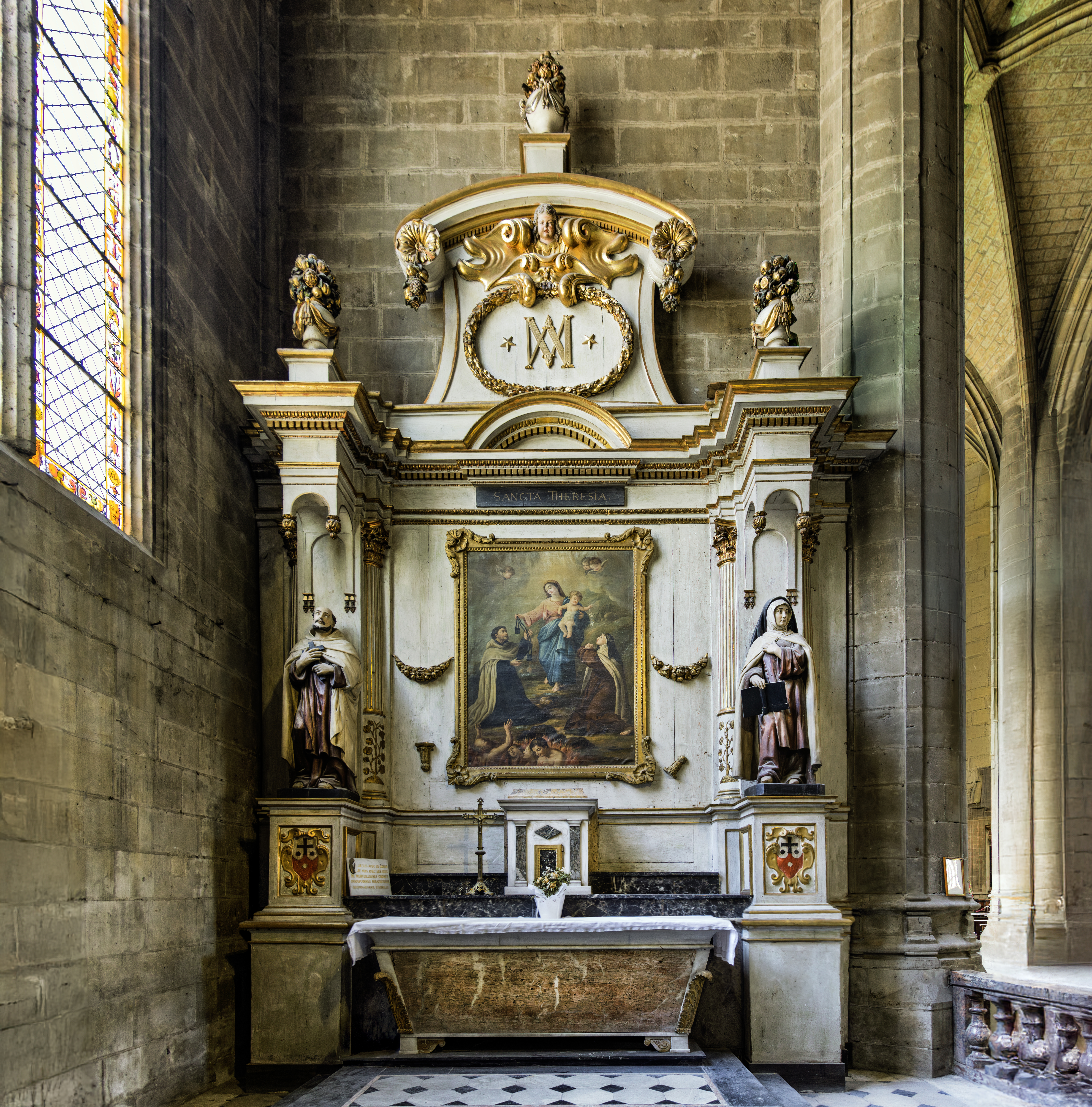
Altarbild der Heiligen Teresa von Avila, Statue und Gemälde  in der Kathedrale Sainte-Marie d'Auch in Frankreich
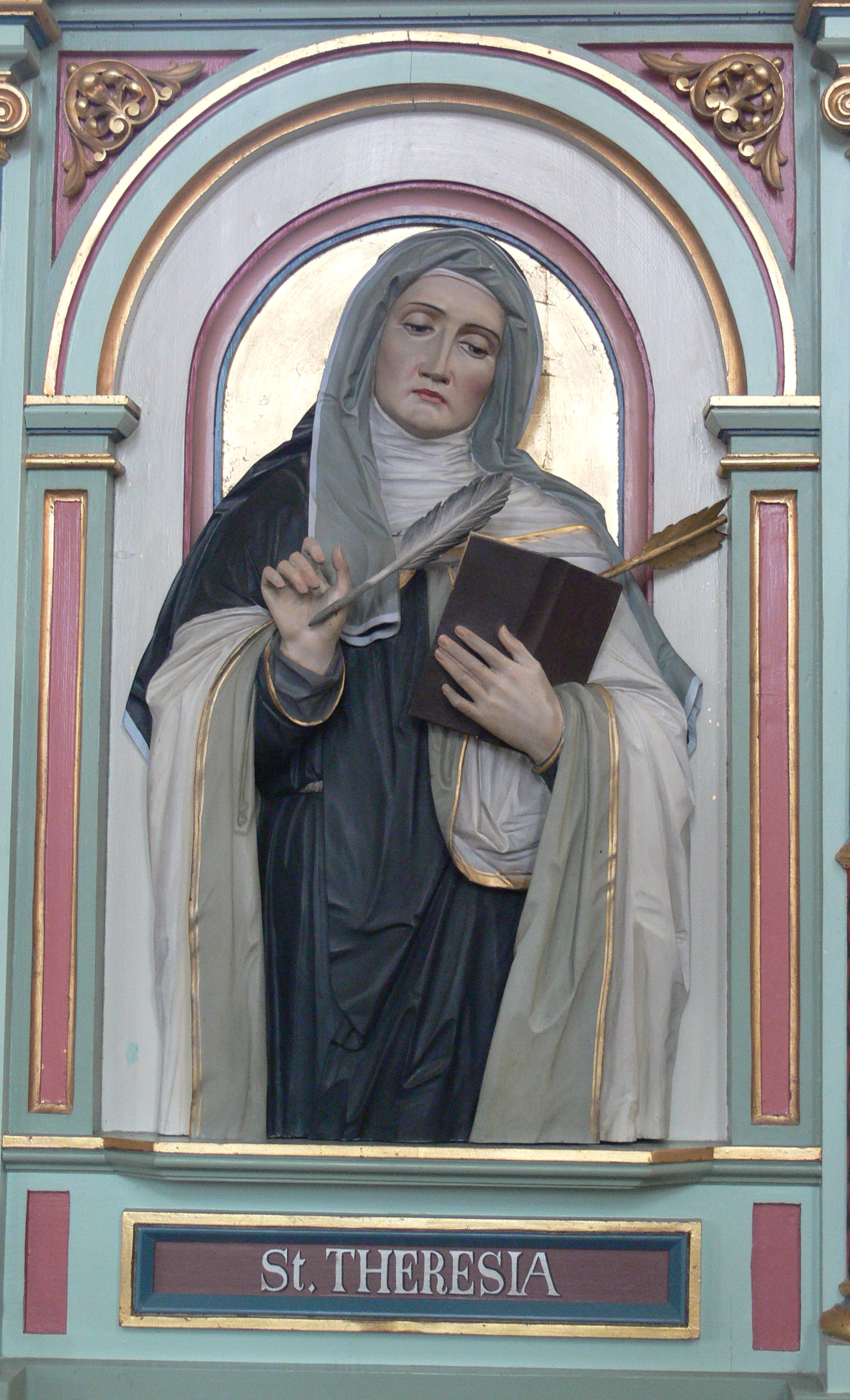
Statue in der Kirche von Gebrazhofen/Leutkirch im Allgäu, Deutschland
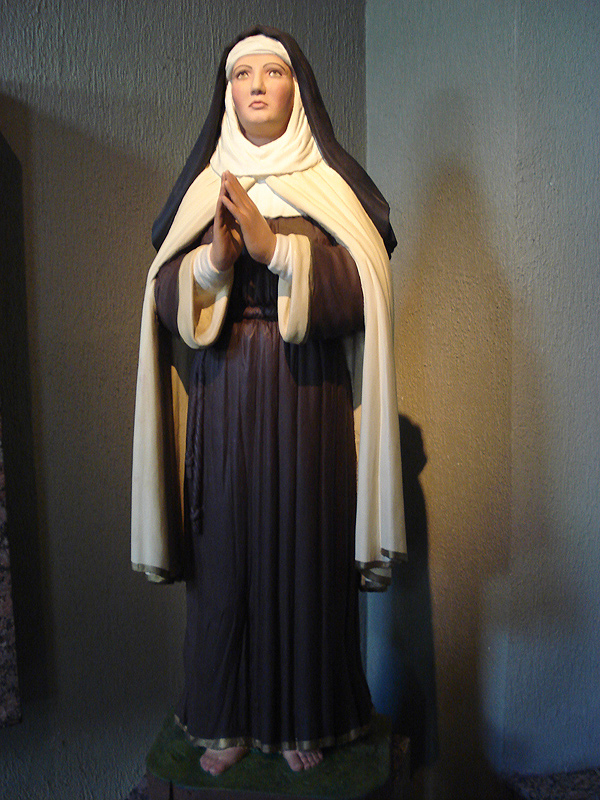
Statue in der Kathedrale von Caxias do Sul, Brasilien

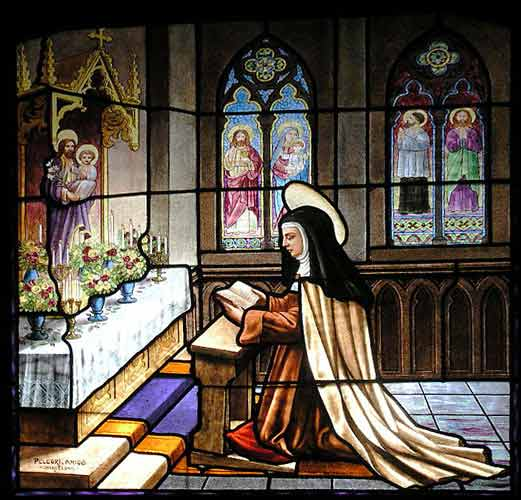
Glasfenster im Kloster der Menschwerdung
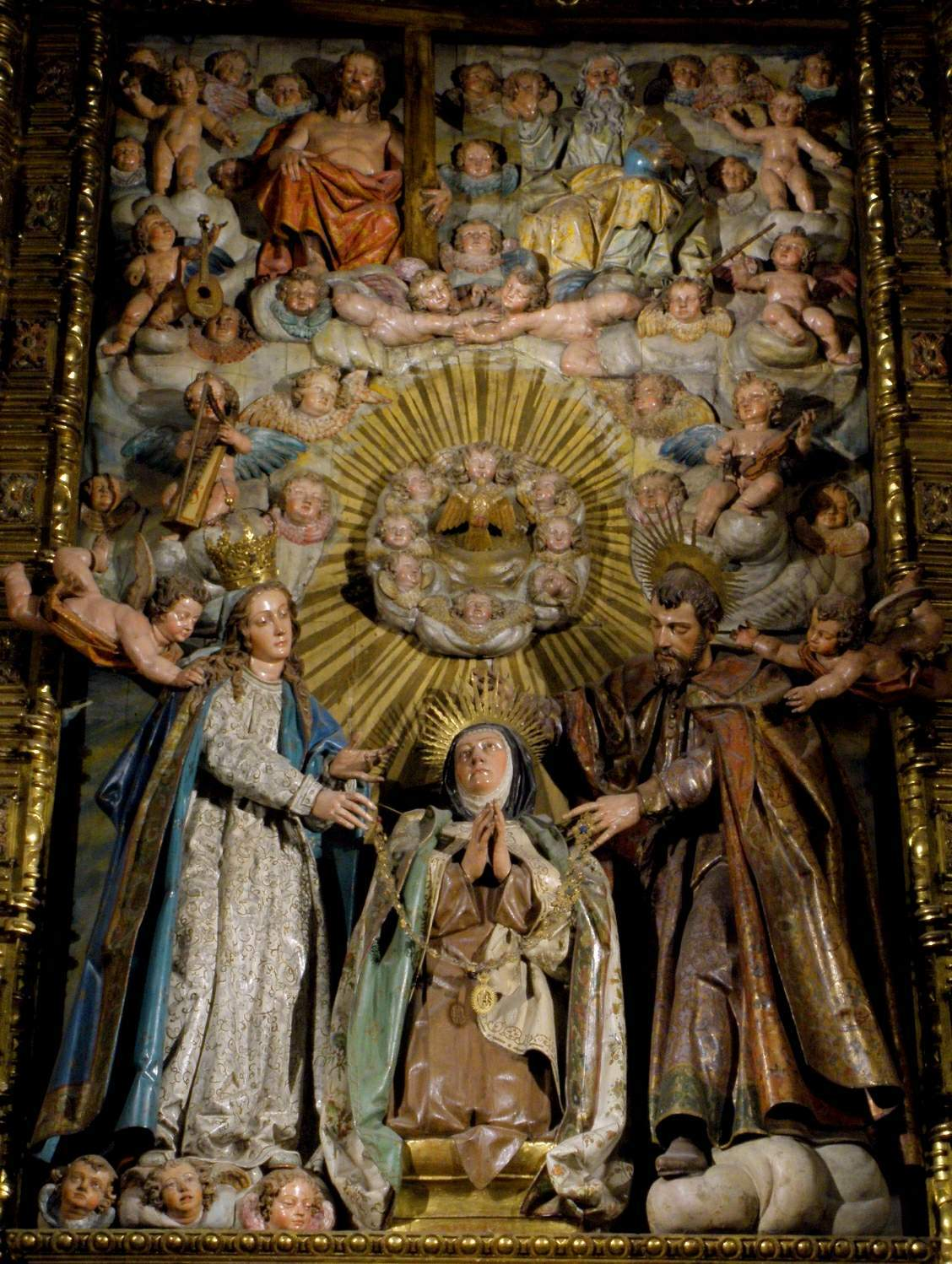
Skulptur der Heiligen von Gregorio Fernández im Konvent der hl. Teresa in Avila
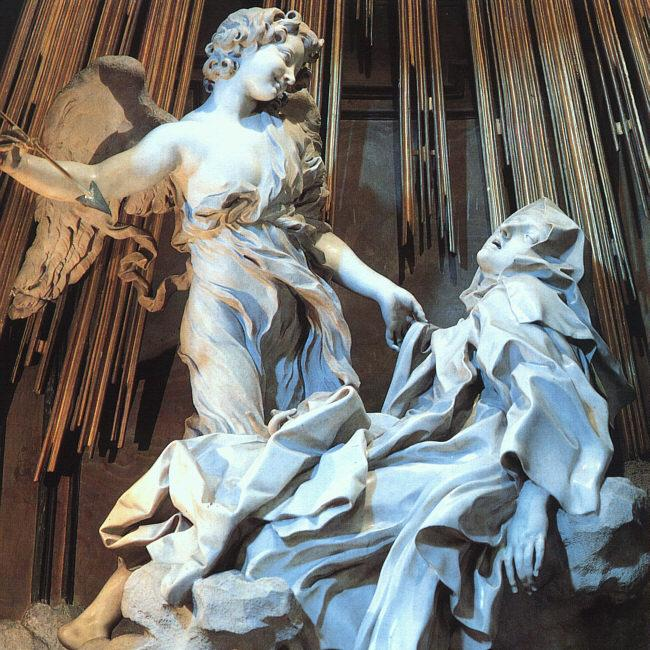
Statue der Heiligen in mystischer Verzückung (Cornaro-Kapelle in der Karmelitenkirche Santa Maria della Vittoria Rom)
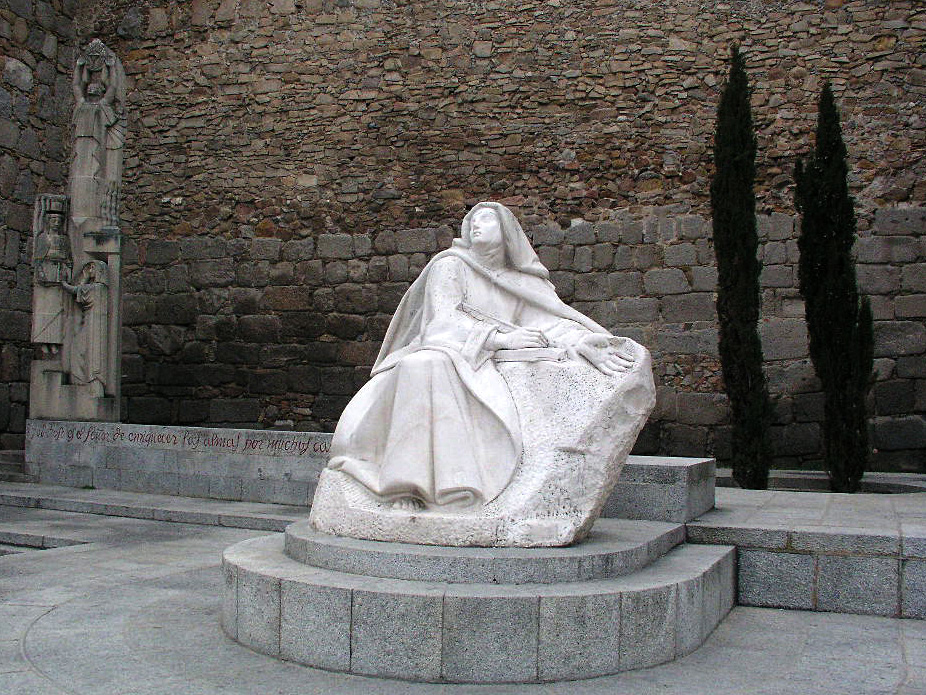
Statue der hl. Teresa am Eingangstor Puerta del Alcázar der Stadtmauer von Ávila

## Werke
- Vida (1565 vollendet, eine frühere Fassung ist verlorengegangen)

Das Buch meines Lebens. Herder, Freiburg 2001, 8. Auflage 2013: übersetzt und herausgegeben von Ulrich Dobhan, Elisabeth Peeters. (Gesammelte Werke Band 1), ISBN 978-3-451-05211-8 (PDF; 2 MB (Memento vom 27. Mai 2014 im Internet Archive)).
- Camino de Perfección. (beide Fassungen [Escorial und Valladolid] 1566/1567)

Weg der Vollkommenheit. [Kodex von Escorial]. Herder, Freiburg 2001, 4. Auflage 2012: übersetzt und herausgegeben von Ulrich Dobhan, Elisbeth Peeters. (Gesammelte Werke Band 2), ISBN 978-3-451-05318-4 (PDF; 1,1 MB (Memento vom 27. Mai 2014 im Internet Archive)).
- Meditaciones sobre los Cantares

Gedanken zum Hohen Lied, Gedichte und kleinere Schriften. Herder, Freiburg 2004, 2. Auflage 2012, übersetzt und herausgegeben von Ulrich Dobhan, Elisabeth Peeters. (Gesammelte Werke Band 3), ISBN 978-3-451-05477-8 (PDF; 1,7 MB (Memento vom 27. Mai 2014 im Internet Archive)).
- Moradas del Castillo Interior (1577)

Wohnungen der Inneren Burg. Herder, Freiburg 2005, 4. Auflage 2012, übersetzt, herausgegeben und eingeleitet von Ulrich Dobhan, Elisabeth Peeters. (Gesammelte Werke Band 4), ISBN 978-3-451-05655-0 (PDF; 1,4 MB (Memento vom 27. Mai 2014 im Internet Archive)).
- Libro de las fundaciones

Das Buch der Gründungen. Herder, Freiburg 2007, übersetzt und herausgegeben von Ulrich Dobhan, Elisabeth Peeters. (Gesammelte Werke Band 5), ISBN 978-3-451-05847-9).
- Briefe (I, 1–150, 1546–1576)

Schicken Sie mir doch ein paar Täubchen. Herder, Freiburg 2010, 2. Auflage 2012, übersetzt und herausgegeben von Ulrich Dobhan, Elisabeth Peeters. (Gesammelte Werke Band 6), ISBN 978-3-451-06223-0 (PDF; 4,4 MB (Memento vom 27. Mai 2014 im Internet Archive)).
- Briefe (II, 151–300, 1576–1579)

Noch nie habe ich euch so geliebt wie jetzt. Herder, Freiburg 2011, übersetzt und herausgegeben von Ulrich Dobhan, Elisabeth Peeters. (Gesammelte Werke Band 7), ISBN 978-3-451-06299-5 (PDF; 4,1 MB (Memento vom 27. Mai 2014 im Internet Archive)).
- Briefe (III, 301–468, 1579–1582)

Diesen großen Gott können wir überall lieben. Herder, Freiburg 2013, übersetzt und herausgegeben von Ulrich Dobhan, Elisabeth Peeters. (Gesammelte Werke Band 8), ISBN 978-3-451-06311-4 (PDF; 5 MB (Memento vom 27. Mai 2014 im Internet Archive)).

## Musikalische Werke, inspiriert durch Teresa von Ávila
- Adelheid Geck: Nada te turbe, Motette für Chor SATB a cappella. Erschienen im Konsid-Musikverlag 2016.
- Edmund Rubbra: Mass in Honour of St. Teresa of Avila, Op 157.

## Belletristik
- Ramón J. Sender: Tres novelas teresianas. Destino, Barcelona 1967, ISBN 84-233-2104-5; (Deutsch: Die Heilige und die Sünder. Roman in 3 Bildern. Deutsche Verlagsanstalt, Stuttgart 1971, ISBN 3-421-01542-2).
- Reinhold Schneider: Theresia von Spanien. Schnell und Steiner, München 1940.
- Dževad Karahasan: Povučeni andjeo – Der entrückte Engel. Drama, mit Musik von Wolfgang Danzmayr, Arbos, Wien / Salzburg / Klagenfurt 2005 DNB 94952848X (deutsch/kroatisch, als Hörspiel bei ORF 1995, Regie: Herbert Gantschacher).

## Film
- Rainer Wälde: Europas Leuchtfeuer. Dokumentation, 60 Min. Deutschland, Spanien, Italien, 2012. ISBN 978-3-927825-19-2.